# Aicha Lablak
Aicha Lablak (en arabe : عائشة لبلق) est une femme politique marocaine , membre du Parti du Progès et du Socialisme .

## Biographie

### Parcours politique
Cette administratrice du secteur public est membre du bureau politique du parti dont elle conduit la liste nationale des femmes aux côtés de Touria Skalli et Souad Zaidi, fille de feu Ahmed Zaïdi. 
Elle a été élue députée dans la liste nationale, lors des élections législatives marocaines de 2016 avec le Parti du progrès et du socialisme. Elle fait partie du groupe parlementaire du même parti, dont elle est la présidente. Elle est, par ailleurs, membre active de la Commission du contrôle des finances publiques.
Aicha a été représentante du Maroc à l'Assemblée parlementaire du Conseil de l'Europe entre juin 2017 et janvier 2018, puis à partir de cette date en tant suppléante.